# Maksîmivșciîna, Orjîțea
Maksîmivșciîna (în ucraineană Максимівщина) este un sat în comuna Voronînți din raionul Orjîțea, regiunea Poltava, Ucraina.

## Demografie
Componența lingvistică a localității Maksîmivșciîna
     Ucraineană (97,96%)
     Rusă (2,04%)
Conform recensământului din 2001, majoritatea populației localității Maksîmivșciîna era vorbitoare de ucraineană (97,96%), existând în minoritate și vorbitori de rusă (2,04%).